# العلاقات اليونانية الكندية
العلاقات اليونانية الكندية هي العلاقات الثنائية التي تجمع بين اليونان وكندا.

## مقارنة بين البلدين
هذه مقارنة عامة ومرجعية للدولتين:
| وجه المقارنة                                              | اليونان                                                                             | كندا                     |
| --------------------------------------------------------- | ----------------------------------------------------------------------------------- | ------------------------ |
| المساحة (كم2)                                             | 131.96 ألف                                                                          | 9.98 مليون               |
| عدد السكان (نسمة)                                         | 10.76 مليون                                                                         | 35.70 مليون              |
| الكثافة السكانية (ن./كم²)                                 | 81.54                                                                               | 3.58                     |
| العاصمة                                                   | أثينا، نافبليو                                                                      | أوتاوا                   |
| اللغة الرسمية                                             | لغة يونانية، اليونانية الديموطيقية ‏                                                 | لغة إنجليزية، لغة فرنسية |
| العملة                                                    | يورو، دراخما، فينيكس يوناني ‏                                                        | دولار كندي               |
| الناتج المحلي الإجمالي (بليون دولار)                      | 200.29 مليار                                                                        | 1.65 تريليون             |
| الناتج المحلي الإجمالي (تعادل القوة الشرائية) بليون دولار | 285.45 مليار                                                                        | 1.59 تريليون             |
| الناتج المحلي الإجمالي الاسمي للفرد دولار أمريكي          | 18.00 ألف                                                                           | 43.25 ألف                |
| الناتج المحلي الإجمالي للفرد دولار أمريكي                 | 26.85 ألف                                                                           | 45.07 ألف                |
| مؤشر التنمية البشرية                                      | 0.865                                                                               | 0.913                    |
| رمز المكالمات الدولي                                      | +30                                                                                 | +1                       |
| رمز الإنترنت                                              | .gr                                                                                 | .ca                      |
| المنطقة الزمنية                                           | توقيت شرق أوروبا، ت ع م+02:00، ت ع م+03:00، توقيت شرق أوروبا الصيفي ‏، أوروبا/أثينا ‏ |                          |

## مدن متوأمة
في ما يلي قائمة باتفاقيات التوأمة بين مدن يونانية وكندية:
- ترتبط أثينا مع مونتريال باتفاقية توأمة منذ 18 سبتمبر 1991.

## منظمات دولية مشتركة
يشترك البلدان في عضوية مجموعة من المنظمات الدولية، منها:
| علم المنظمة | اسم المنظمة                               | تاريخ انضمام اليونان | تاريخ انضمام كندا |
| ----------- | ----------------------------------------- | -------------------- | ----------------- |
|             | مؤسسة التنمية الدولية                     | 9 يناير 1962         | 24 سبتمبر 1960    |
|             | منظمة التعاون الاقتصادي والتنمية          | 30 سبتمبر 1961       | ?                 |
|             | منظمة التجارة العالمية                    | 1995                 | ?                 |
|             | الأمم المتحدة                             | 25 أكتوبر 1945       | 9 نوفمبر 1945     |
|             | منظمة الأمن والتعاون في أوروبا            | 25 يونيو 1973        | 25 يونيو 1973     |
|             | المنظمة الهيدروغرافية الدولية             | ?                    | ?                 |
|             | وكالة ضمان الاستثمار متعدد الأطراف        | 30 أغسطس 1993        | 12 أبريل 1988     |
|             | الوكالة الدولية للطاقة                    | ?                    | ?                 |
|             | اتفاقية السماوات المفتوحة                 | ?                    | ?                 |
|             | حلف شمال الأطلسي                          | 18 فبراير 1952       | 4 أبريل 1949      |
|             | منظمة الشرطة الجنائية الدولية             | ?                    | ?                 |
|             | مجموعة أستراليا                           | 1985                 | 1985              |
|             | المركز الدولي لتسوية المنازعات الاستشارية | 21 مايو 1969         | 1 ديسمبر 2013     |
|             | الاتحاد الدولي للاتصالات                  | 1866                 | 1 يوليو 1908      |
|             | الفريق المعني برصد الأرض                  | ?                    | ?                 |
|             | البنك الدولي للإنشاء والتعمير             | 27 ديسمبر 1945       | 27 ديسمبر 1945    |
|             | الاتحاد البريدي العالمي                   | ?                    | ?                 |
|             | منظمة حظر الأسلحة الكيميائية              | ?                    | ?                 |
|             | مؤسسة التمويل الدولية                     | 26 سبتمبر 1957       | 20 يوليو 1956     |
|             | نظام تحكم تكنولوجيا القذائف               | 1992                 | 1987              |
|             | مجموعة الموردين النوويين                  | ?                    | ?                 |
|             | يونسكو                                    | 4 نوفمبر 1946        | 4 نوفمبر 1946     |

## أعلام
هذه قائمة لبعض الشخصيات التي تربطها علاقات بالبلدين:
- أوين هارت (مصارع محترف كندي، 7 مايو 1965[25] – 23 مايو 1999[25])
- بريت هارت (2 يوليو 1957 – )
- كريس ديامانتوبولوس (ممثل كندي، 9 مايو 1975[26] – )
- ناتاليا (مصارعة محترفة كندية، 27 مايو 1982[27] – )
- نيا فاردالوس (24 سبتمبر 1962[28] – )

## معرض صور

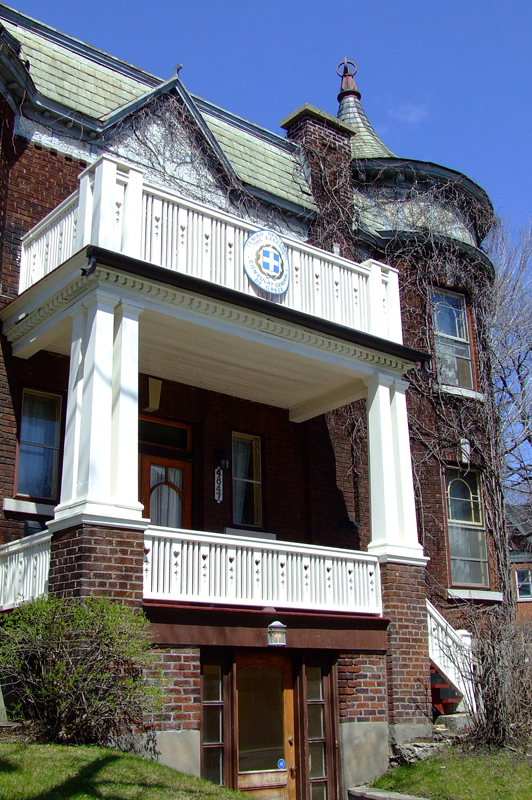
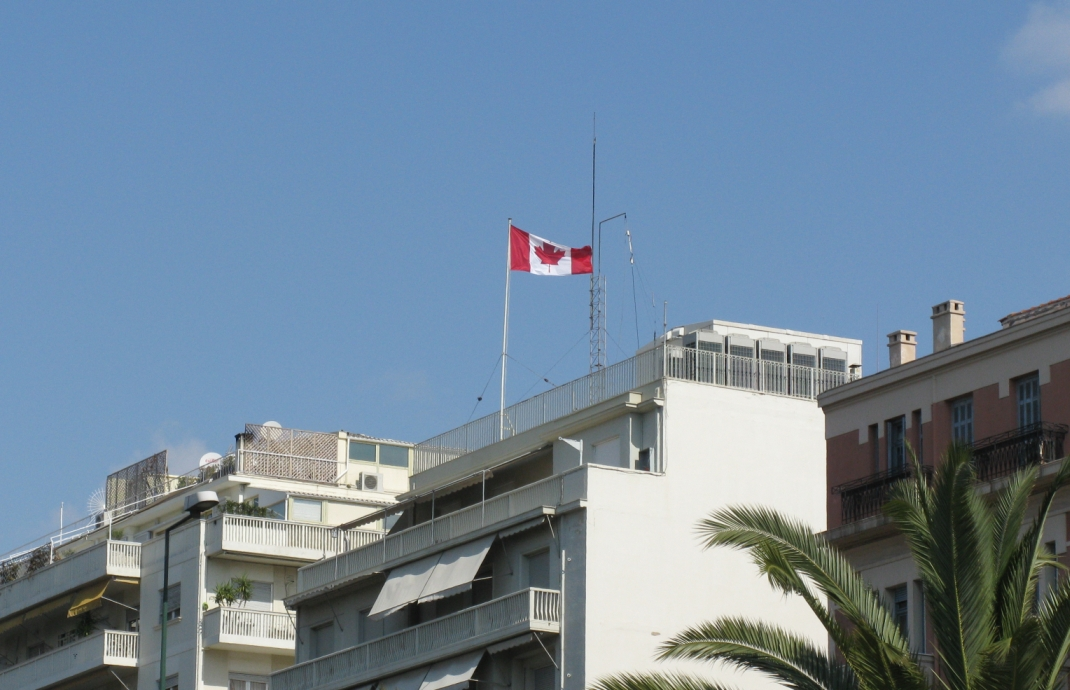
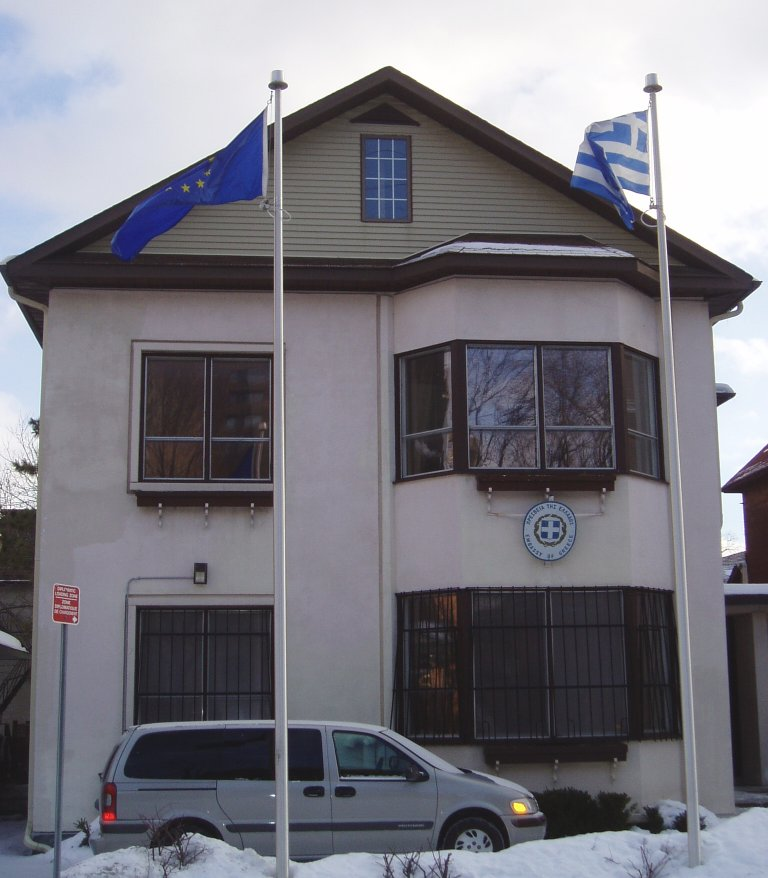

## وصلات خارجية
- موقع وزارة الخارجية اليونانية
- موقع وزارة الخارجية الكندية